# Paul Faure (Politiker)

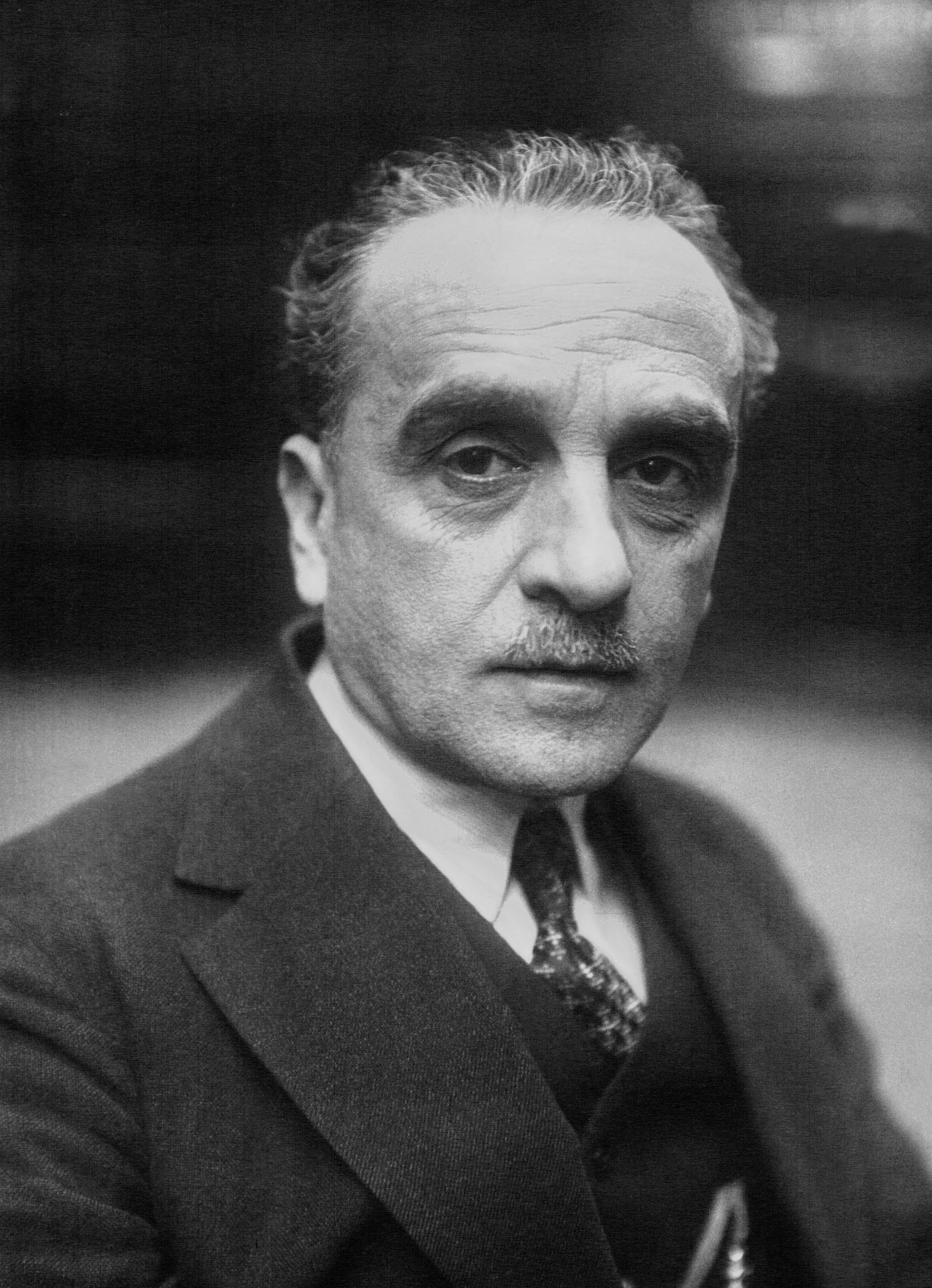
Paul Faure (1927)

Paul Faure (* 3. Februar 1878 in Périgueux, Département Dordogne; † 16. November 1960 in Paris) war ein französischer sozialistischer Politiker und vor dem Zweiten Weltkrieg Führer der pazifistischen Fraktion der französischen sozialistischen Partei Section française de l’Internationale ouvrière (SFIO). Er vertrat den linken, pazifistischen Flügel seiner Partei und befürwortete im Gegensatz zu Léon Blum das Münchner Abkommen.

## Leben
Paul Faure stammte aus einer republikanisch gesinnten Familie und war politisch zunächst bei den Guesdisten und ab 1915 bei der SFIO aktiv. Auf dem Parteikongress in Tours 1920 spaltete sich die Partei in der Frage, ob sie der Kommunistischen Internationale (Komintern) betreten solle oder nicht. Die Mehrheit der Delegierten stimmte dafür und gründete anschließend die PCF. Paul Faure war einer von denen, die dagegen stimmten und als SFIO verblieben. Er wurde zum Generalsekretär der SFIO gewählt und übernahm die Leitung der Parteizeitung Le Populaire.
1932 trat er als Kandidat seiner Partei bei der Wahl zum Staatspräsidenten an. Dabei unterlag er Albert Lebrun deutlich.
Als Pazifist unterschätzte Faure die von Hitler ausgehende Gefahr und beschuldigte Léon Blum der Kriegstreiberei. Das Münchner Abkommen begrüßte er. Auf dem Sozialistenkongress von 1939 vertraten die Fauristen 2200 Mandate gegen 2800 der Blumisten. Ein kleiner Teil der Fauristen, der Ludovic Zoretti zugerechnet wird, befürwortete die Kollaboration. 1940 stimmte die Mehrzahl seiner Gruppe für die erweiterten Vollmachten für Marschall Philippe Pétain; Faure selbst nahm an der Abstimmung allerdings nicht teil. Er war Mitglied des Conseil national, eines beratenden Organs des Vichy-Regimes.
1944 wurde er aus der SFIO ausgeschlossen. Er gründete eine neue sozialistische Partei, die wirkungslos blieb. Die LICRA warf ihm 1948 vor, er habe 1939 „eine rassistische Kampagne“ gegen Blum geführt. Faure erklärte im selben Jahr, er habe damals die Bildung eines Kriegskabinetts befürchtet „mit Blum, der ganz Israel mit ihm installiert“.